# 낙도의 무지개
"낙도의 무지개"는 1972년에 개봉한 대한민국의 영화이다.

## 캐스팅
- 김진규
- 전양자
- 강민호
- 도금봉
- 양훈
- 성진아
- 장훈
- 박미영
- 김칠성
- 전숙
- 김웅
- 지계순
- 석운아
- 조덕성
- 나정옥
- 김성숙
- 김용연
- 김재구
- 김천만
- 배광헌